# Université de l’OPJS
L’université de l’OPJS (nom complet:  université d’Om Parkash Jogender Singh) est une université d’État située dans le district de Churu au Rajasthan, en Inde. Elle est accréditée par la Commission des subventions universitaires U/S2 de 1956. L'université propose une multitude de cours dans les domaines de l'ingénierie, de la pharmacie, du droit, de l'économie, de l'agronomie, etc.

## Histoire
L'université de l’OPJS a été d’abord créée en tant qu'école primaire en 1922 par Shri Sanwaliaram. Après l'indépendance de l'Inde et la disparition de son fils, Shri crée un conseil d'administration scolaire. Quelques années plus tard, son fils, Jogender Singh  reprend cette université. Après avoir donné l'autorisation de la Commission des subventions aux universités, le fondateur a modifié le nom de l'université en Om Parkash Jogender Singh University. Cependant, l'université est simplement mieux connue sous le nom de l’université d’OPJS .

## Galerie

GIF du campus universitaire OPJS